# Lada Vondrová
Lada Vondrová (* 6. září 1999 Nové Město na Moravě) je česká atletka, reprezentantka, specializující se na běh na 400 m. Je spoludržitelkou několika národních štafetových rekordů. V dětství začínala s fotbalem, atletice se věnuje od 16 let.
V roce 2019 na mistrovství Evropy do 23 let v Gävle získala v běhu na 400 m stříbrnou medaili časem 52,40 s. O dva roky později, roku 2021, se mistrovství Evropy do 23 let konalo v estonském Tallinnu. Lada Vondrová zde získala hned dvě zlaté medaile. Závod na 400 m ovládla v novém osobním rekordu 51,19 s; o pouhé 4 setiny před svou reprezentační kolegyní Barborou Malíkovou. Spolu s ní, Nikoletou Jíchovou a Barborou Veselou pak zvítězily ve štafetě 4 × 400 m.
Se smíšenou štafetou na 4 × 400 metrů vybojovala bronzovou medaili na mistrovství světa 2023 v Budapešti ve vylepšeném českém národním rekordu.
Na mistrovství Evropy 2024 v Římě obsadila smíšená štafeta Krsek, Vondrová, Müller, Malíková 6. místo. Do individuálních závodů a ženské štafety zde už ale Vondrová pro nemoc nezasáhla.

## Osobní rekordy

### na dráze
- 200 m – 23,28 s – 4. září 2022, Cheb
- 400 m – 50,92 s – 20. srpna 2023, Budapešť

### v hale
- 200 m – 23,36 s – 19. února 2023, Ostrava
- 400 m – 51,41 s – 18. února 2024, Ostrava

### národní štafetové rekordy
- smíšená štafeta 4 × 400 m (dráha) – 3:11,98 min, Budapešť, 19. srpna 2023[6]